# City-X
City-X (1979-1985) var et dansk punkband, der var aktivt i 1979 - 1985, men som har spillet en række revival-koncerter siden. Bandet blev dannet i forbindelse med punk-koncerten Concert Of The Moment, der blev afviklet i Saltlageret i København den 9. november 1979. Ved koncerten spillede de to bands City Roots og You-X, der i tilknytning til koncerten gik sammen om det nye band City-X.  Optagelser med City Roots og You-X er medtaget på albummet Concert of the Moment.
Som City-X debuterede gruppen i 1981 med singlen "Ude Af Drift" på selskabet Irmgardz. Gruppens tekster, der hovedsageligt var på dansk, var som oftest drevet af en stærk indignation overfor samfundets behandling af de svageste og mest udsatte grupper. Gruppen havde derfor også en ret stor tilknytning til miljøet omkring Ungdomshuset på Jagtvej 69 fra husets start i 1982, da miljøet blev betegnet som BZ miljøet. 
På den tidligste danske punkscene var City-X nok det mest hardcore punk inspirerede band. (Hardcore punk er en undergenre til punk rock'en. Genren opstod i USA og havde sit gennembrud i ca. 1981 med bands som bl.a. Black Flag og Dead Kennedys). Hardcore punken var også fortrinsvis den genre, der levede videre i Ungdomshuset, efter den første samtidige bølge af punk var slut.
City-X spillede bl.a. opvarmning for Stiff Little Fingers i 1981 og Dead Kennedys i 1982 samt på Roskilde Festival i 1984. Efter opløsningen i 1985 har bandet spillet adskillige revival-koncerter.
Gruppen, der udsprang fra Rødovre, bestod af Hanseqrt (Hans Kurt Fauerby) på vokal/guitar (fra You-X), Larry Green (Lars Grønning) på bas (spillede trommer i You-X) og Gert Oestrich på Trommer (fra City Roots). 

## Diskografi
- Ude Af Drift! – 7" single 1981 (Irmgardz – Irmgs 102)
- Dansende Drenge – 7" single 1983 (Irmgardz – Irmgs 113)
- City-X – 12" LP, 1985 (Irmgardz – Irmg 012)

Opsamlinger:
- Nosferatu Festival (LP, Comp, 1982)
- BZ-Støttesingle (7", split med ADS, 1982)
- Bloodstains Across Denmark (Comp, 1997)